# InStyle
InStyle es una revista de moda para mujeres fundada en 1994. Publicada en los Estados Unidos.

## Descripción
Junto con la publicidad, la revista ofrece artículos sobre contenido como belleza, moda, hogar, entretenimiento, filantropía y estilos de vida de celebridades. La actual editora es Laura Brown, y la editorial es Laura Frerer-Schmidt.
Después de originarse en los Estados Unidos, "InStyle" expandió su marca y a partir de 2012, distribuye internacionalmente a más de 16 países, incluidos Alemania, Brasil, Grecia, Corea del Sur, España, Turquía, Sudáfrica, Rumania, y Rusia. En mayo de 2017, se lanzó "InStyle China" como parte de una asociación con una revista semanal existente, [cita requerida] que incluyó a Victoria Beckham en su portada inaugural. En 2018, la edición del Reino Unido pasó de la versión en papel a la digital, y la edición polaca se canceló después de 10 años de publicación.
En 2018, InStyle se convirtió en la primera revista de moda importante en prohibir la fotografía y los anuncios de pieles.

## Personal
En 2016, Laura Brown, ex editora ejecutiva de Harper's Bazaar, fue anunciada como la nueva editora en jefe, reemplazando a Ariel Foxman, quien había sido editor durante ocho años. El primer número de Brown fue en diciembre de 2016.